# 東北大学病院

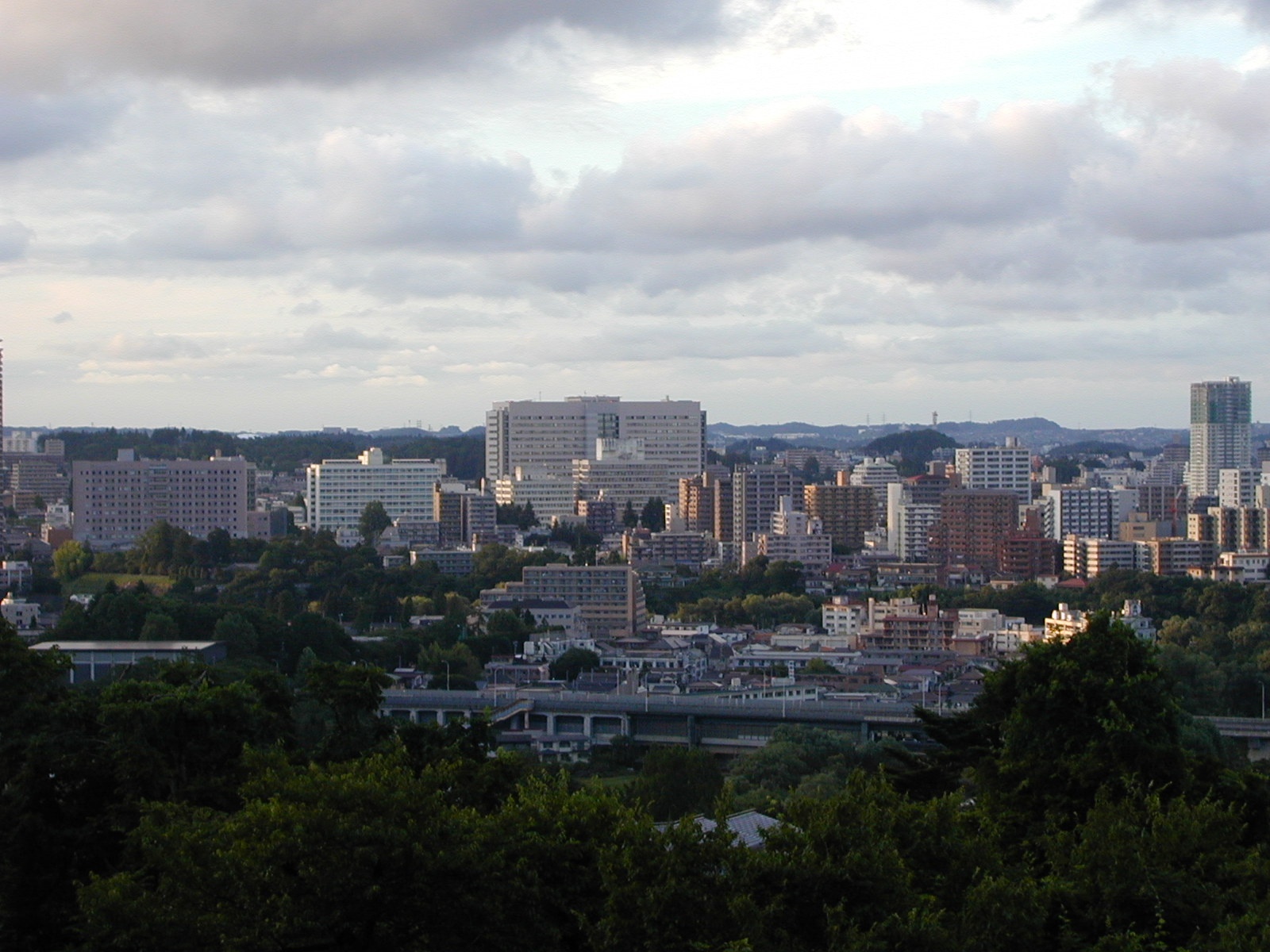
仙台城
本丸から見た東北大学病院（2009年7月）。写真中央の高いビルが西病棟および東病棟の連結ビル。その手前に左から医学部1号館・2号館・3号館が並ぶ。

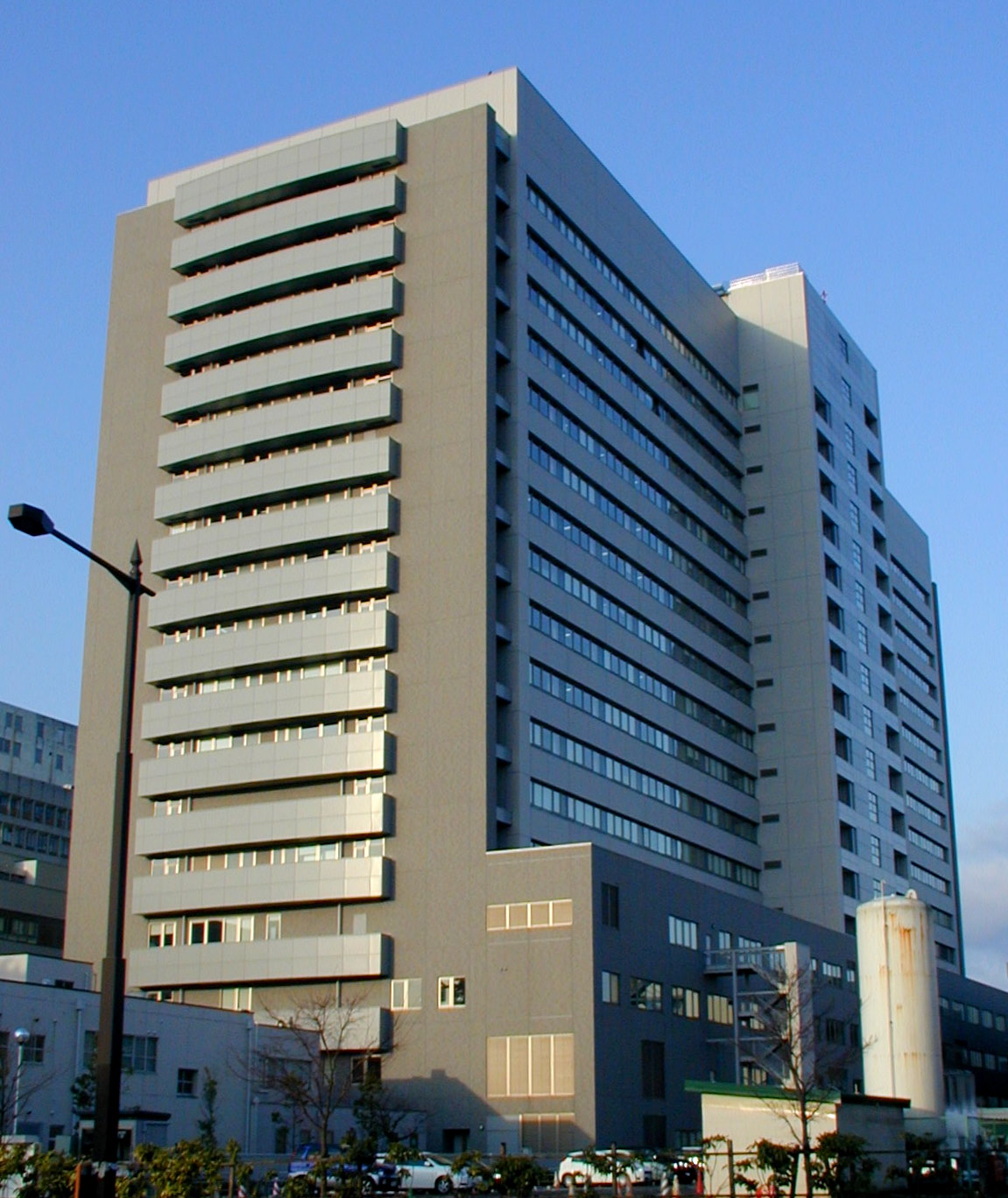
北東側（宮城県道264号大衡仙台線）から見た東病棟/西病棟。免震構造のため、東北地方太平洋沖地震（東日本大震災）による被害を受けなかった。

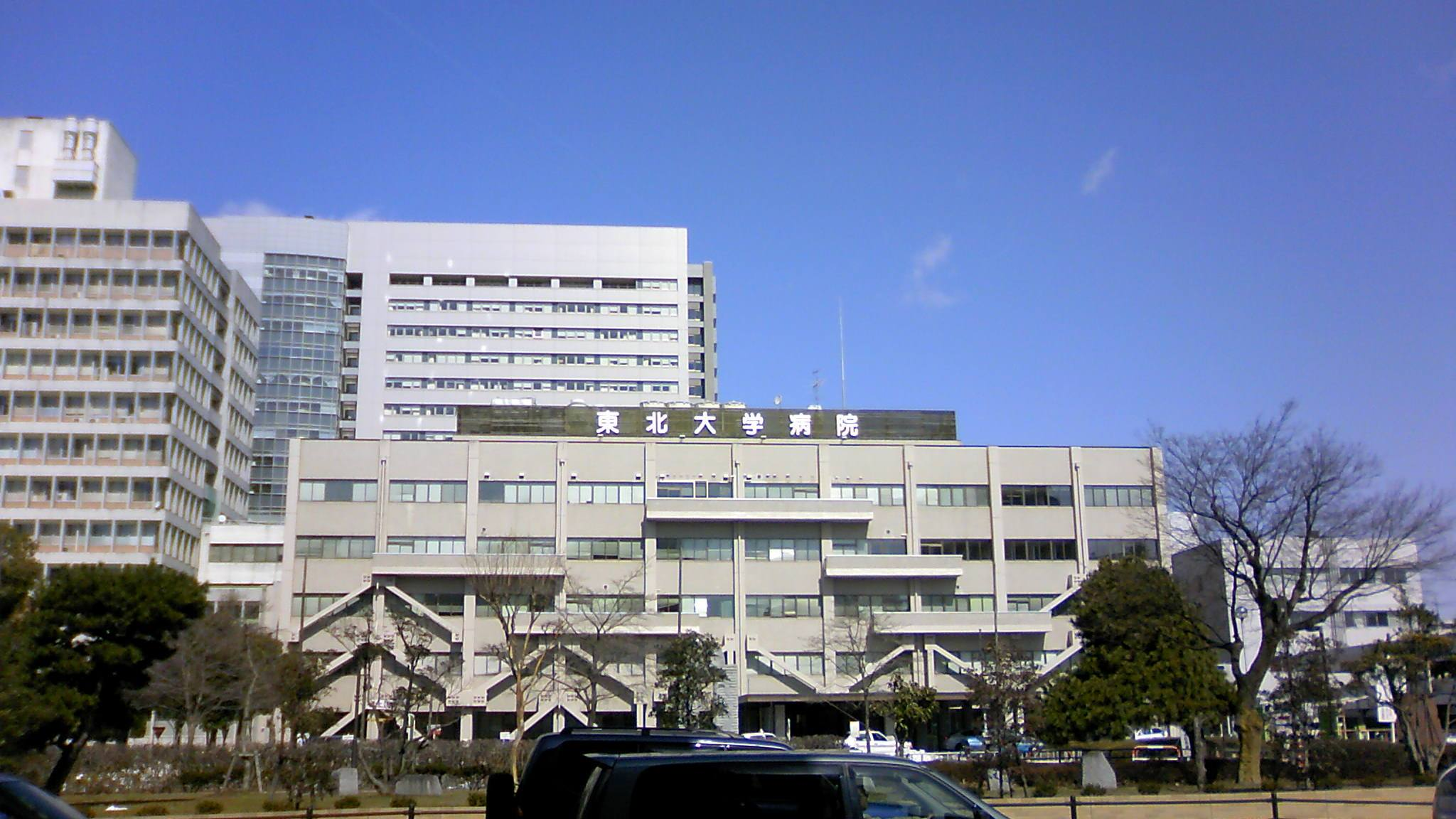
外来棟

東北大学病院（とうほくだいがくびょういん）は、宮城県仙台市青葉区星陵町に所在する総合病院であり、国立大学法人・東北大学に付属する大学病院である。
日本の大学病院の中では最も長い190年を超える歴史を持つ。
厚生労働省より、国際水準の臨床研究等の中心的役割を担う国内の中核病院として、「臨床研究中核病院」に指定されている。

## 組織
（出典：）
- 医科診療部門　
  - 診療科：内科[注 1]、外科[注 2]、産婦人科・泌尿生殖器科[注 3]、脳・神経・精神科[注 4]、小児科[注 5]、感覚器・理学診療科[注 6]、放射線科[注 7]
- 歯科診療部門
  - 診療科：口腔育成系診療科[注 8]、口腔維持系診療科[注 9]、口腔修復系診療科[注 10]、口腔回復系診療科[注 11]
- 中央診療施設
  - 検査部、手術部、放射線部、材料部、生理検査センター、技工室、歯科衛生室
- 特殊診療施設
  - 集中治療部、病理部、輸血・細胞治療部、高度救命救急センター、周産母子センター、リハビリテーション部、総合地域医療教育支援部、血液浄化療法部、緩和医療部、臓器移植医療部、メディカルITセンター、総合歯科診療部、感染予防対策治療部、顎口腔機能治療部、障害者歯科治療部、高齢者歯科治療部、顎顔面口腔再建治療部
- がんセンター
- 臨床研究推進センター
- 薬剤部
- 看護部
- 診療技術部
- 医療安全推進室
- 感染管理室

## 院内施設
- 院内分校
  - 仙台市立木町通小学校東北大学病院分校
  - 仙台市立第二中学校東北大学病院分校
- 飲食
  - タリーズコーヒー東北大学病院店
- その他
  - 東北大学病院内郵便局
  - ローソン ( コンビニエンスストア )
- （備考）
  - 病児とその家族は、宮城県立こども病院に併設されている「ドナルド・マクドナルド・ハウスせんだい」に宿泊可能。

## 沿革
1736年（元文元年）11月1日に設置された仙台藩藩校「養賢堂」が、1760年（宝暦10年）7月から医学教育を開始していた。1817年（文化14年）に養賢堂から医学教育部門が分離・独立して「仙台藩医学校」が設置された際、同時に病院部門の「施薬所」も設置された。これが改称・改組を繰り返しながら現在の「東北大学病院」へと繋がっている（医学教育部門はのちの東北大学医学部・薬学部へと繋がる）。
1996年（平成8年）、鍼灸を扱う漢方外来が国立大として初めて設置された。漢方薬自体は各科で以前から処方していたものの、漢方外来は明治以来の復活である。
現在の「東北大学病院」の直前の前身は、東北大学の医学部・歯学部・加齢医学研究所の各附属病院であり、これらが大学直轄機関に統合・改組して設置された。医療法上の名称は2007年（平成19年）1月に東北大学医学部附属病院から東北大学病院へと改められた。

### 年表

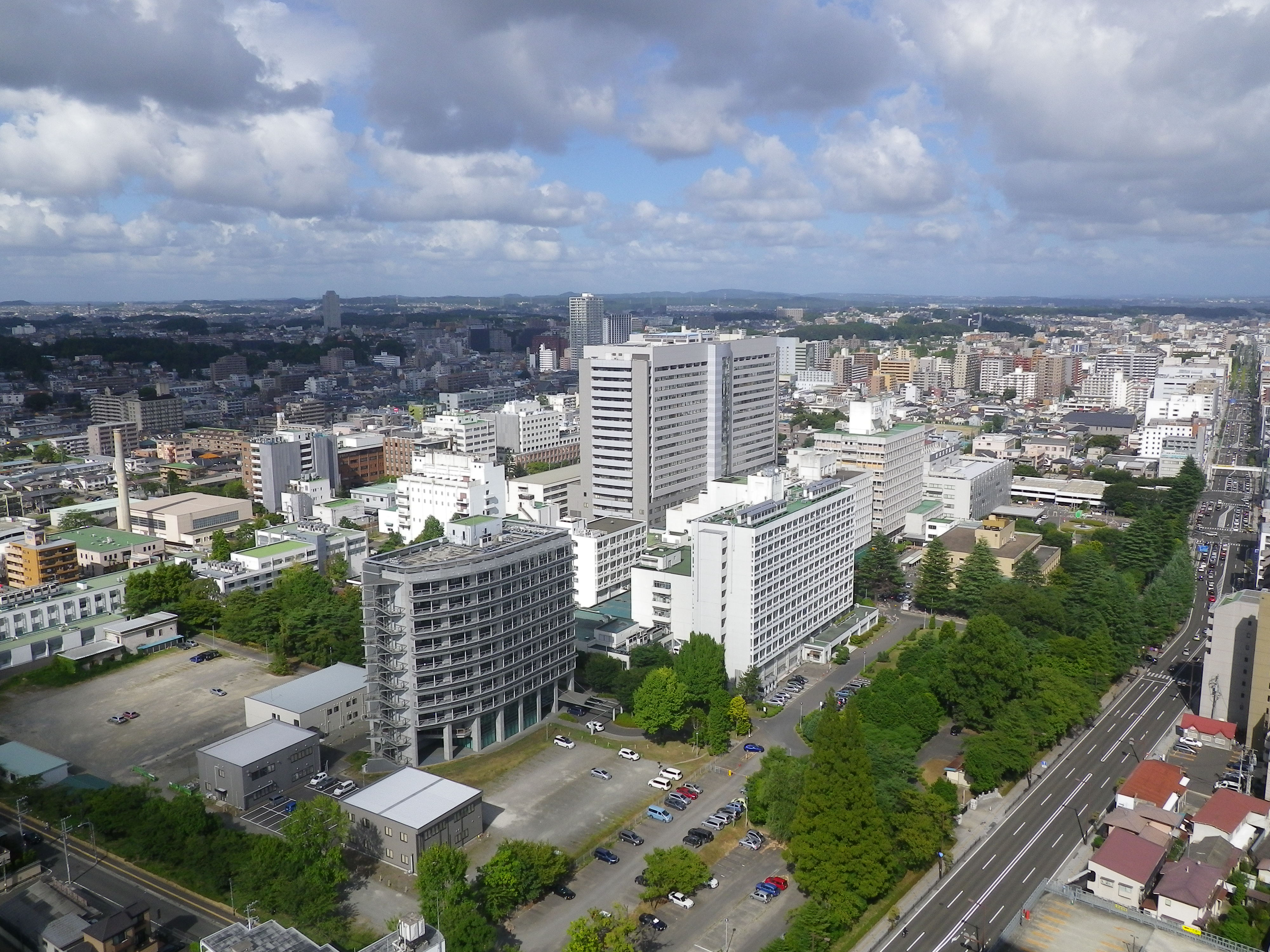
星陵キャンパス（2012年9月）。最も高い建物ほかが東北大学病院。

- 1817年（文化14年） 百騎丁（現：東二番丁）に仙台藩医学校施薬所が創設[3]
- 1871年（明治4年）4月 廃藩置県により仙台藩医学校施薬所が廃止
- 1872年（明治5年）5月 南町に私立仙台共立社病院を開設
- 1879年（明治12年）5月 仙台公立病院と改称
- 1879年（明治12年）7月 県立宮城病院と改称
- 1884年（明治17年）7月 県立宮城医学校附属病院と改称
- 1888年（明治21年）4月 県立宮城病院と改称
- 1911年（明治44年） 現：錦町公園の地から北四番丁（現：星陵町）に新築移転。
- 1913年（大正2年）4月 東北帝国大学医学専門部附属病院と改称
- 1915年（大正4年）7月 東北帝国大学医科大学附属病院と改称
- 1919年（大正8年）4月 東北帝国大学医学部附属病院と改称
- 1944年（昭和19年）12月 鳴子分院を開設
- 1946年（昭和21年）3月 長町分院を開設
- 1980年（昭和55年）3月 長町分院廃止
- 1994年（平成6年）6月 鳴子分院廃止
- 2000年（平成12年）4月 加齢医学研究所附属病院と統合
- 2003年（平成15年）10月 歯学部附属病院との統合で東北大学病院創設
- 2007年（平成19年）1月 医療法上の名称を東北大学医学部附属病院から東北大学病院に変更
- 2016年（平成28年）10月28日 - 国立病院機構仙台医療センターと交代で駐機し、ドクターヘリの運航を開始[6]。

| | |
| 1975年度（昭和50年度）撮影の国土交通省 国土地理院 地図・空中写真閲覧サービスの空中写真を基に作成 仙台空襲で被災しなかったため古くからの建物が多く残っているが、医学部では1号館（基礎棟）や3号館（臨床棟）などが新築され、病院では医学部附属病院の一部の病棟や写真上の歯学部附属病院などが新築されている。 写真左下の広瀬町には、抗酸菌病研究所（現：加齢医学研究所）および仙台厚生病院が、同じ敷地内で混在して建っている。 | 1984年度（昭和59年度）撮影の国土交通省 国土地理院 地図・空中写真閲覧サービスの空中写真を基に作成 医学部附属病院は中央廊下を残してほとんどが新築され、外来棟前のロータリーや駐車場が設置された。 抗酸菌病研究所（現：加齢医学研究所）および附属病院が広瀬町から写真上の歯学部隣接地に新築・移転し、跡地では仙台厚生病院が新築された。 |

## 統計
2014年の患者数は、医科外来575,657人、歯科外来155,603人、医科入院379,536人、歯科入院10,982人で、2023年度の患者数は、医科外来595,853人、歯科外来141,793人、医科入院315,509人、歯科入院10,421人である。

### 平均患者数
外来患者は毎年増加傾向であるが、入院患者はベッド数に限りがあるのでほぼ横ばいであったが2023年度は減少している。
1日あたり平均外来患者数
| 2002年（平成14年）度 | 1,879人 |  |
| 2003年（平成15年）度 | 1,910人 |  |
| 2004年（平成16年）度 | 1,944人 |  |
| 2005年（平成17年）度 | 2,015人 |  |
| 2006年（平成18年）度 | 2,099人 |  |
| 2007年（平成19年）度 | 2,160人 |  |
| 2008年（平成20年）度 | 2,177人 |  |

1日あたり平均入院患者数
| 2002年（平成14年）度 | 1,066人 |  |
| 2003年（平成15年）度 | 1,061人 |  |
| 2004年（平成16年）度 | 1,039人 |  |
| 2005年（平成17年）度 | 1,020人 |  |
| 2006年（平成18年）度 | 1,021人 |  |
| 2007年（平成19年）度 | 1,085人 |  |
| 2008年（平成20年）度 | 1,064人 |  |

### 地域別入院患者数
2008年（平成20年）度の入院患者の実人数は18,639人だった。うち、仙台市居住者は9,491人で全体の50.9%であり、約半数の入院患者は仙台市外から来ていた。また、宮城県居住者は16,386人で全体の87.9%、宮城県以外の居住者は2,253人で全体の12.1%であった。

## 指定
- 特定機能病院
- がん診療連携拠点病院
- 救急指定病院（救命救急センター設置）
- 臨床研修指定病院
- 臨床研究中核病院[10]

## その他
- 胆道閉鎖症の第一選択となる葛西手術（肝門部空腸吻合術（英語版））は、旧第二外科の教授や病院長も務めた葛西森夫が開発した術式である[11][12]。
- フォークト-小柳-原田病の初期の治療・研究に、小柳美三初代眼科教授が関係している。
- もやもや病は、鈴木二郎初代脳神経外科教授の命名である[13]。
- 仙台市都心部の北西（乾）に所在するが、仙台城の北東にあり、大学の名称が東北であるため『艮陵（ごんりょう）』、あるいは所在地の地名である『星陵』が、関連団体の名称として用いられている。
- 略称は特になく、そのまま「東北大学病院」または「東北大病院」と呼ばれる。ただし、東北薬科大学病院設立までは、単に「大学病院」と呼ぶ例も地元では多く見受けられた。

## アクセス
- 最寄駅： 仙台市地下鉄南北線・北四番丁駅（北2出口から外来診療棟正面玄関まで750m、徒歩10分）
- 最寄バス停： 東北大学病院前、交通局東北大学病院前バス停、加齢医学研究所入口、歯学部附属病院・東北会病院前
- 駐車場： 混雑が激しいため、公共交通機関の利用が推奨されている。2012年3月24日の県道264号大衡仙台線の北山トンネル開通で更なる渋滞激化が懸念されている。
  - 7:00 - 14:30は、外来患者、および、同室許可を受けた入院患者家族専用。6時間まで無料（外来駐車整理券に確認印が必要）。
  - 見舞者・来訪者は、平日14:30以降、土日休日10:30以降駐車可。最初の30分は無料。200円/30分。8時間～24時間は上限3,000円。

仙台市都心部西北の地にあり、正門は大学病院前交差点（西公園通と北四番丁との丁字路）に面し、旧県立宮城病院正門は木町通一丁目交差点（木町通りと北四番丁との十字路）の北西角にある。アクセスには、仙台市営バスの主要ターミナルの1つで、バス駐車場（仙台市交通局木町通駐車場）や案内所（交通局乗車券発売所）が併設されている「交通局東北大学病院前」バス停が、最も多くのバス系統を集散しており便利である。周辺の民間駐車場の相場は200円/時間程度。なお、仙台市電が運行していた時期には、大学病院前駅が最寄りの電停だった。

## 周辺
当院の周辺には医療施設として、仙台厚生病院（病床383床）、精神病院の東北会病院（精神科病床222床）、透析ベッド55床を擁する宏人会木町病院、画像診断センターがある仙台星陵クリニックなどがあり、検査・診断・治療の外部委託も行われている。さらに、開業医による個人病院や調剤薬局も散在している。関連病院は、宮城県を中心に東日本に121ある。
また、仙台市の火葬場は東北大学病院の北にある大願寺の北隣にあったが、1972年（昭和47年）に仙台市葛岡墓園に移転した。